# Simone van de Kraats
Simone van de Kraats (Barneveld, 15 de novembro de 2000) é uma jogadora de polo aquático neerlandesa.

## Carreira
Ela já jogou no DWK em Barneveld e no Polar Bears em Ede. Com os Polar Bears ela se tornou campeã nacional em 2018 e 2021 e em 2019 e 2021 também se tornou a artilheira da primeira divisão. Em maio de 2021, Van de Kraats anunciou que estava se transferindo para o clube espanhol CN Mataró.
Van de Kraats fez sua estreia pela seleção holandesa em fevereiro de 2018. Sua estreia em um grande torneio internacional ocorreu em 2019, quando ela foi selecionada para o campeonato mundial na Coreia do Sul. Em dezembro de 2023, Van de Kraats foi eleita a melhor jogadora de pólo aquático do mundo pela Total Water Polo.
Nos Jogos Olímpicos de Verão de 2024, em Paris, conquistou a medalha de bronze no torneio feminino do polo aquático, após vencer confronto contra a equipe dos Estados Unidos por 11–10 na disputa pelo terceiro lugar.